# ゾーイ・ウィーズ
ゾーイ・ウィーズ（Zoe Wees、2002年5月13日 - ）は、ハンブルク出身のドイツ人シンガー、ソングライター、歌手である。幼少期からの闘病経験を歌ったデビューシングル「コントロール」は、ドイツのみならずヨーロッパの複数の国でチャートインするヒット曲となった。

## 来歴
シングルマザーのもとハンブルクで育ち、ドゥルスベルクの学校に進学。
幼少期と小学校時代に、ローランドてんかん（benign rolandic epilepsy）に苦しむ。ウィーズの発言によると、薬を使わなくても「きちんとコントロールできている」が、まだ顔がまひするときがあり、その感覚がパニック発作のトリガーになる可能性があるものの、彼女はこれ以上発作に襲われることはないことを理解している。
ウィーズは子供の頃からいつも英語で作詞・作曲を行い、14歳の時に音楽が自分に向いていることを知る。音楽教師が彼女の才能を見いだしサポートした。

### "The Voice Kids"でのスタート
2017年初めに、ウィーズは音楽タレントショーの"The Voice Kids〔ザ・ボイス・キッズ〕"第5シーズンに参加した。"Blind Auditions〔ブラインド・オーディションズ〕"ではポップシンガーであるサーシャのチームに所属した。5段階のコンテストの3番目の"Sing-Offs〔シング・オフス〕"で、ウィーズは敗退した。このタレントショーの中でウィーズはイギリスのシンガーソングライターのエド・シーランと出会い、大きな印象を与えた。
「ゾーイの声は明らかに前へと進む声で、特別な存在感がある」
――エド・シーラン
ウィーズによると、「キャストショーを経由して音楽業界に参入する」というのは彼女自身のアイデアだという。非常に楽しいものだったが、最終的に「自分の力でキャリアを築く」ことは、彼女にとって「より刺激的」なものになったという。このために、ウィーズはソーシャルネットワークサービスのInstagramとToktokを利用し、ルイス・キャパルディやジェイムス・ベイ〔James Bay〕、レナード・コーエンなどのカバーで注目を集めた。
2018年にウィーズはハンブルクで、プロデューサーチームとパトリック・パイク・サルミー〔Patrick Pyke Salmy〕やリカルド・ムニョス〔Ricardo Muñoz〕、ソングライターのエマ・ローゼン〔Emma Rosen〕やルネ・ミラー〔René Miller〕との共同作業を始める。

### ファーストシングル"Control"
2020年初めには、ウィーズはInstagramとTikTokで合計約12万のフォロワーを獲得した。
2020年3月13日に、デビューシングルとなる「コントロール」を公開する。この曲は不安とコントロールできないこと・てんかんとの戦いの体験をピアノバラードの曲にした。この曲は、当時彼女を大いに支えてくれた、かつての教師への感謝のことばである。
このシングルは2020年5月24日にスイスのヒットパレードで96位となり、5日後にはドイツのシングルチャートで初めて63位となった。その後はオーストリアのチャートとベルギーのウルトラトップチャートにも登場した。チャートでの成功に加えて、イギリスとフランスのメディアもこの曲を認識した。ルイス・キャパルディやディーン・ルイス〔Dean Lewis〕、ジェシー・Jといったスターが、ウィーズの声と曲に心を動かされた。

## 作品

### EP
| タイトル     | 詳細                                                            | 最高位 |
| タイトル     | 詳細                                                            | GER    |
| ------------ | --------------------------------------------------------------- | ------ |
| Golden Wings | - Released: 21 May 2021 - Label: Valeria Music, Capitol Records | 31     |

### シングル
| タイトル                   | 年r  | 最高位 | 最高位 | 最高位  | 最高位  | 最高位 | 最高位 | 最高位 | 最高位 | 最高位 | 最高位 | 認定                                                                       | アルバム     |
| タイトル                   | 年r  | GER    | AUT    | BEL(FL) | BEL(WA) | FRA    | ITA    | NLD    | SWE    | SWI    | USBub. | 認定                                                                       | アルバム     |
| -------------------------- | ---- | ------ | ------ | ------- | ------- | ------ | ------ | ------ | ------ | ------ | ------ | -------------------------------------------------------------------------- | ------------ |
| "Control"                  | 2020 | 31     | 28     | 6       | 3       | 22     | 65     | 63     | —      | 11     | 6      | - BEA: Gold - BVMI: Gold - FIMI: Gold - IFPI SWI: 3× Platinum - SNEP: Gold | Golden Wings |
| "Girls Like Us"            | 2021 | 9      | 10     | 34      | —       | 51     | —      | —      | 65     | 3      | —      | - IFPI SWI: Platinum                                                       | Golden Wings |
| "Hold Me Like You Used To" | 2021 | —      | —      | —       | —       | —      | —      | —      | —      | —      | —      |                                                                            | Golden Wings |

#### 客演作品
| タイトル                                       | 年   | アルバム |
| ---------------------------------------------- | ---- | -------- |
| "Hibernating" (Moonbootica featuring Zoe Wees) |      |          |
| "Wait for You" (Tom Walker featuring Zoe Wees) | 2020 |          |

#### プロモーションシングル
| タイトル | 年   | アルバム     |
| -------- | ---- | ------------ |
| "Ghost"  | 2021 | Golden Wings |